# TAKUYA KIMURA Live Tour 2022 Next Destination
『TAKUYA KIMURA Live Tour 2022 Next Destination』（タクヤ キムラ ライブツアー 2022 ネクスト・ディストネスセーション）は、木村拓哉の2作目のライブDVD/Blu-ray。2022年8月3日にビクターエンタテインメントから発売された。

## 概要
- 2022年の2月5日から3月6日に行われた木村拓哉による、兵庫・ワールド記念ホール、広島・グリーンアリーナ、愛知日本ガイシ スポットプラザガイシホール、神奈川・ぴあアリーナMMの4か所で行われたコンサートツアー[2]で、前回2020年に開催したTAKUYA KIMURA Live Tour 2020 Go with the Flow より2年ぶりのライブツアー「TAKUYA KIMURA Live Tour 2022 Next Destination」の3月6日に神奈川・ぴあアリーナMMで開催したファイナルの模様を映像が収められている。
- 特典映像は初回限定盤と通常盤で異なる内容になっており、初回盤にはライブの裏側に密着した約32分におよぶ『Live Tour Making Movie』が収録され、SMAP時代の2曲が収録されている。通常盤には、2ndアルバム『Next Destination』（1月発売）に関わるコンテンツを集約。GYAO!で期間限定配信されていた特別番組『木村さ〜〜ん！特ば〜〜ん4！』内での制作のミュージックビデオ「Beautiful Things」「OFF THE RIP」、ライブツアー「TAKUYA KIMURA Live Tour 2022 Next Destination」の神戸、広島、名古屋公演のジャンクション映像が収録されている。
- 初回盤と通常盤（初回プレス分のみ）のW購入者特典として、Next Destinationオリジナルフェザートレイを用意。応募抽選で1000人に当たる。先着・予約特典クリアファイルは、Blu-rayのジャケットとDVDのジャケットの2種類。
- 応募者特典として、Next Destination購入者限定イベントの未発表歌唱映像ストリーミング視聴(＊期間限定)
- 2022年8月11日付のオリコン映像3部門ランキングで一位を獲得した。[3]

## 収録内容

### 本編映像
1. Opening
2. Born ready
3. Crazy party
4. 青いイナズマ
5. -MC 1-
6. beautiful morning
7. Beautiful Things
8. Good Luck, Good Time
9. -JUNCTION 1-
10. Come Alive
11. UNIQUE
12. HA
13. -MC 2-
14. 夜は朝に追われて
15. 夜空ノムコウ
16. サンセットベンチ
17. -JUNCTION 2-
18. MOJO DRIVE
19. MORNING DEW
20. Easy Go Lucky!
21. Yes, I'm
22. OFF THE RIP
23. I'll be there
24. One and Only
25. One Chance!

### 特典映像

#### 初回限定盤
1. Triangle
2. がんばりましょう（Wアンコール）
3. Live Tour Making Movie

#### 通常盤
1. Beautiful Things Music Video
2. OFF THE RIP Music Video
3. 神戸 (ジャンクション)
4. 広島 (ジャンクション)
5. 名古屋 (ジャンクション)

## コンサートツアー
ライブ名は『TAKUYA KIMURA Live Tour 2022 Next Destination』。ソロ2ndオリジナルアルバム『Next Destination』を引っ提げての4会場で8公演が行われたコンサートツアー。ツアーグッズ（Tシャツ2種類、フーディー、バンダナのみ）のデザインを木村と30年来の友人の藤原ヒロシのfragment designが担当した。

### 開催日時・会場
|        | 開催日時 | 開演時間 | 会場                                        |
| 2022年 | 2022年   | 2022年   | 2022年                                      |
| ------ | -------- | -------- | ------------------------------------------- |
| 1      | 2月5日   | 17:30    | 兵庫・ワールド記念ホール                    |
| 1      | 2月6日   | 17:00    | 兵庫・ワールド記念ホール                    |
| 2      | 2月10日  | 18:00    | 広島・グリーンアリーナ                      |
| 2      | 2月11日  | 17:00    | 広島・グリーンアリーナ                      |
| 3      | 2月16日  | 18:00    | 愛知・日本ガイシ スポットプラザガイシホール |
| 3      | 2月17日  | 17:00    | 愛知・日本ガイシ スポットプラザガイシホール |
| 4      | 3月5日   | 17:30    | 神奈川・ぴあアリーナMM                      |
| 4      | 3月6日   | 17:00    | 神奈川・ぴあアリーナMM                      |